# Uran-9

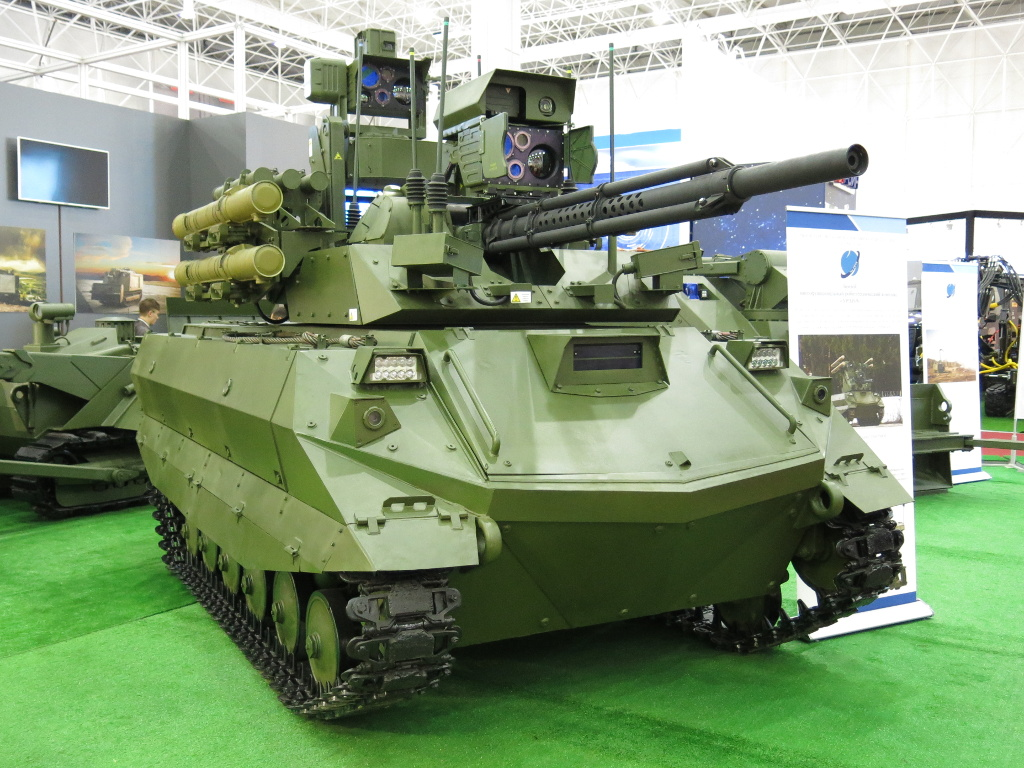
Uran-9.

Uran-9 är ett obemannat stridsfordon (UGV) som utvecklas och tillverkas av JSC 766 UPTK, och erbjuds av Rosoboronexport för den internationella marknaden. Enligt en press-release från Rosoboronexport kommer systemet att utformas för att kunna utföra uppdrag som rekognosering, understöd till framryckande militära förband och kontra-terrorism. Beväpningen består av en 2A72 mod ABM M30-M3 automatkanon från Impul's 2 (Sevastopol), fyra 9M120 Ataka eller annan typ av pansarvärnsrobot, även Igla eller Strela luftvärnsrobotar, IR-sensorer, laseravståndsmätare och andra medel för detektering.